# Маньково (Московская область)
Маньково — деревня в Сергиево-Посадском районе Московской области, в составе муниципального образования Городское поселение Сергиев Посад (до 29 ноября 2006 года входила в состав Мишутинского сельского округа)).

## Население
| 2002 | 2006 | 2010 |
| ---- | ---- | ---- |
| 32   | ↘27  | ↘26  |

## География
Маньково расположено примерно в 7 км (по шоссе) на север от Сергиева Посада, у пересечения большого Московского кольца и автодороги Р104, высота центра деревни над уровнем моря — 240 м.

## Современное состояние
На 2016 год в деревне зарегистрировано 4 садовых товарищества. Деревня связана автобусным сообщением с райцентром и соседними населёнными пунктами.